# Pasinan (Baureno)
Pasinan is een bestuurslaag in het regentschap Bojonegoro van de provincie Oost-Java, Indonesië. Pasinan telt 3311 inwoners (volkstelling 2010).